# Sorry 4 the Weight
Sorry 4 the Weight è il tredicesimo mixtape del rapper statunitense Chief Keef, pubblicato il 18 febbraio 2015 dalle etichette discografiche Glo Gang e RBC Records.

## Tracce
1. W.W.Y.D. – 4:38
2. Himalays – 4:07
3. Sosa Chamberlain – 4:14
4. Get Money – 3:11
5. Hot Shit – 3:28
6. F'em – 3:12
7. Vet Lungs – 3:47
8. Ten Toes Down – 4:42
9. That's What – 2:39
10. Guess What Boy – 3:00
11. Please – 3:31
12. Shat Up – 4:34
13. 5AM – 3:20
14. Send It Up – 3:14
15. Hiding – 5:23
16. He Don't Know – 4:03
17. On My Momma – 3:15
18. Don't Want None – 3:18
19. Yours – 3:06
20. Win – 4:34

### Tracce bonus
1. Ain't Nothin – 3:23
2. I Want Some Money – 3:32